# Chrysocraspeda euryodia
Chrysocraspeda euryodia är en fjärilsart som beskrevs av Louis Beethoven Prout 1918. Chrysocraspeda euryodia ingår i släktet Chrysocraspeda och familjen mätare. Inga underarter finns listade i Catalogue of Life.